# Frauenradrennsport

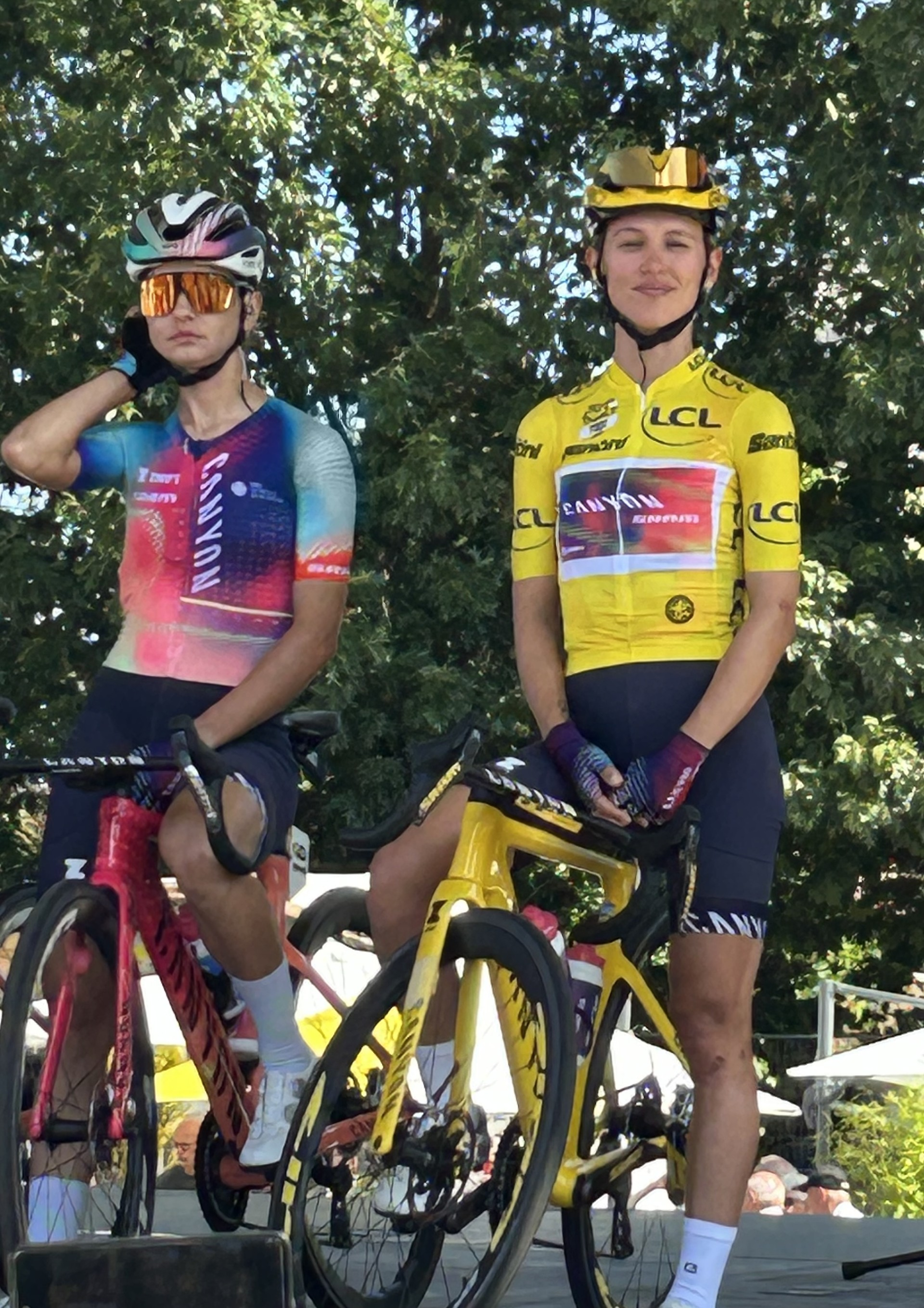
Die polnische Siegerin der Tour de France Femmes 2024, Katarzyna Niewiadoma, mit ihrer Teamkollegin Agnieszka Skalniak-Sójka.

Als Frauenradrennsport wird die Teilnahme von Frauen an Radrennen verstanden, also an Wettbewerben im Straßenradsport, Bahnradsport, Mountainbike, Cyclocross und BMX.

## Radrennen

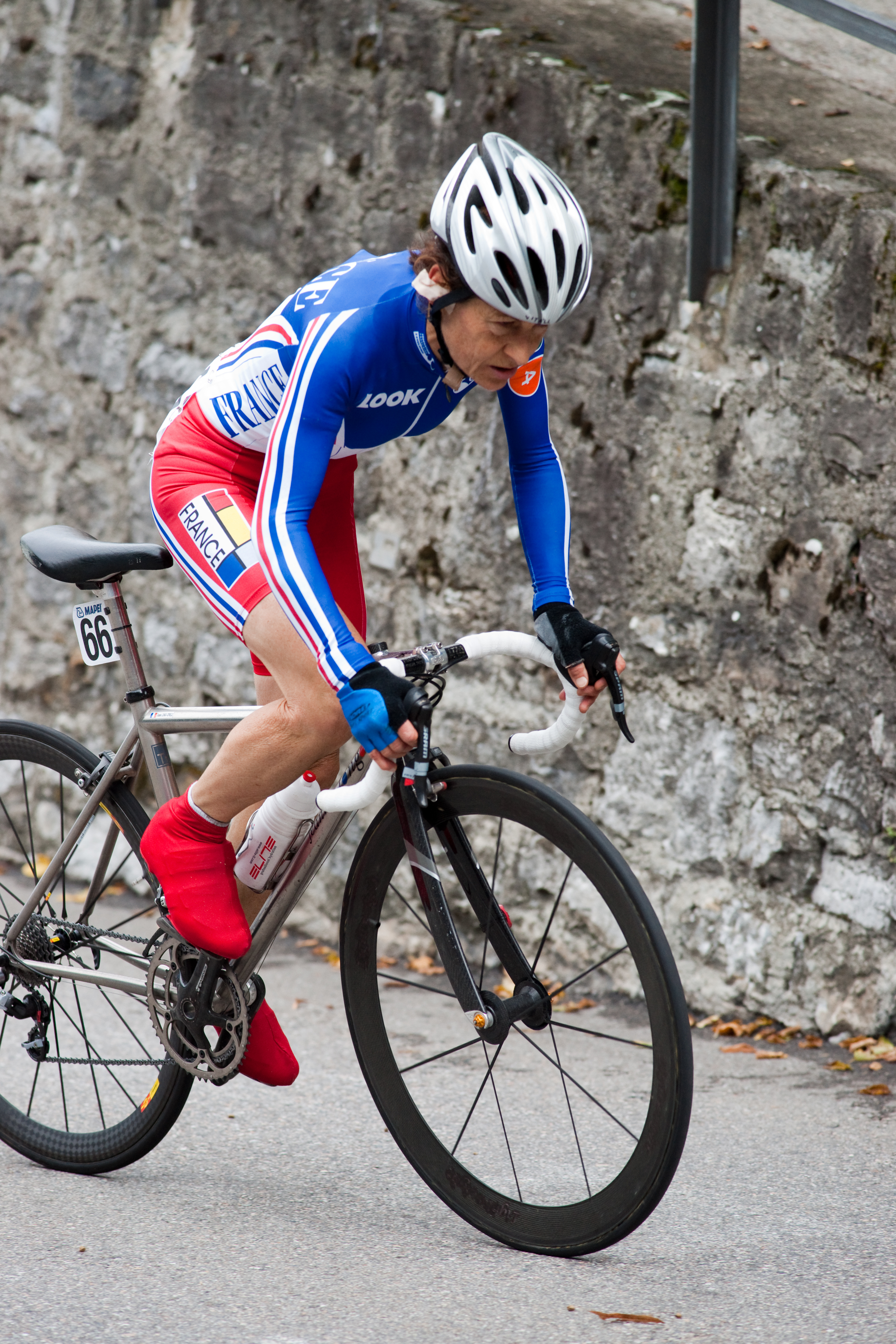
Die Französin Jeannie Longo-Ciprelli ist die bisher erfolgreichste Radsportlerin.

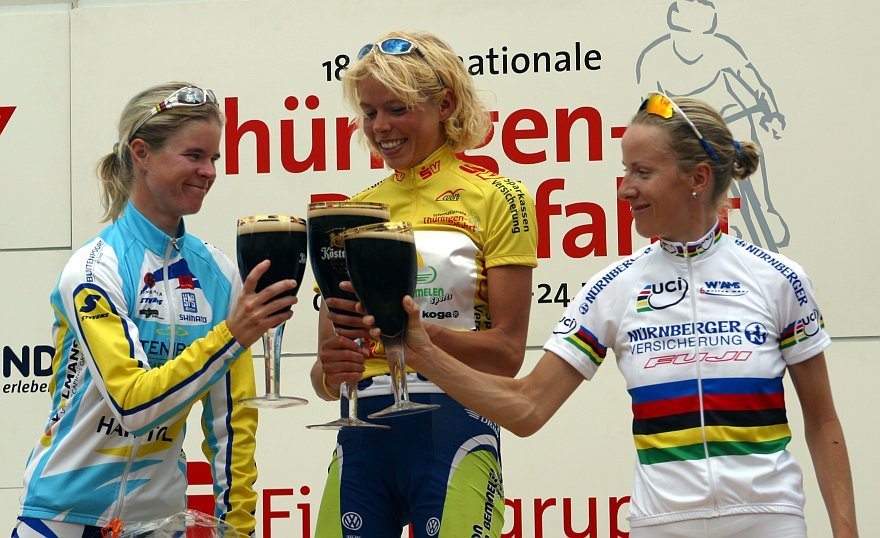
Podium bei der Thüringen-Rundfahrt 2005 (v. l. n. r.): Susanne Ljungskog, Theresa Senff, Judith Arndt

### Straßenradsport
Sowohl bei der UCI-Straßen-Weltmeisterschaft (seit 1958) als auch bei den Olympischen Spielen (seit 1984) finden Frauenwettbewerbe auf der Straße statt.
Weitere wichtige Eintagesrennen wurden bis 2015 durch den Weltradsportverband UCI im UCI Women Road World Cup (Rad-Weltcup der Frauen) mit gesondertem Ranking und seit 2016 zusammen mit wichtigen Etappenrennen im Kalender der neu gegründeten UCI Women’s WorldTour zusammengefasst. als Serie zusammengefasst, an denen neben Nationalteams auch UCI Women’s Teams teilnehmen.
Während früher Frauenstraßenradrennen oft eher kurz waren, zeigt sich auch in den Distanzen die Entwicklung des Frauenradsports. Die Maximaldistanz für ein Eintagesrennen oder eine Etappe beträgt für die Kategorie Frauen-Elite 140 km, bei Einzelzeitfahren 40 km und bei Teamzeitfahren 50 km. Bei Etappenrennen beträgt der maximale Etappendurchschnitt 100 km.

### Andere Radrenndisziplinen
Auch im Bahnradsport (seit 1958), Mountainbike (seit 1990), Cyclocross (seit 2000) und BMX werden bei den jährlich stattfindenden UCI Weltmeisterschaften Frauenwettbewerbe ausgetragen. Frauenwettbewerbe auf der Bahn, beim Mountainbike und im Cyclocross sind außerdem Teil der jeweiligen UCI World Cups.
Bei den Olympischen Spielen finden Frauenwettbewerbe auch auf der Bahn (seit 1988), beim Mountainbike (seit 1996) und beim BMX (seit 2008) statt. Bei den Olympischen Sommerspielen 2012 in London wurden auch im Bahnradsport erstmals die gleiche Anzahl von Wettbewerben für Frauen und Männer ausgetragen.

## Teams

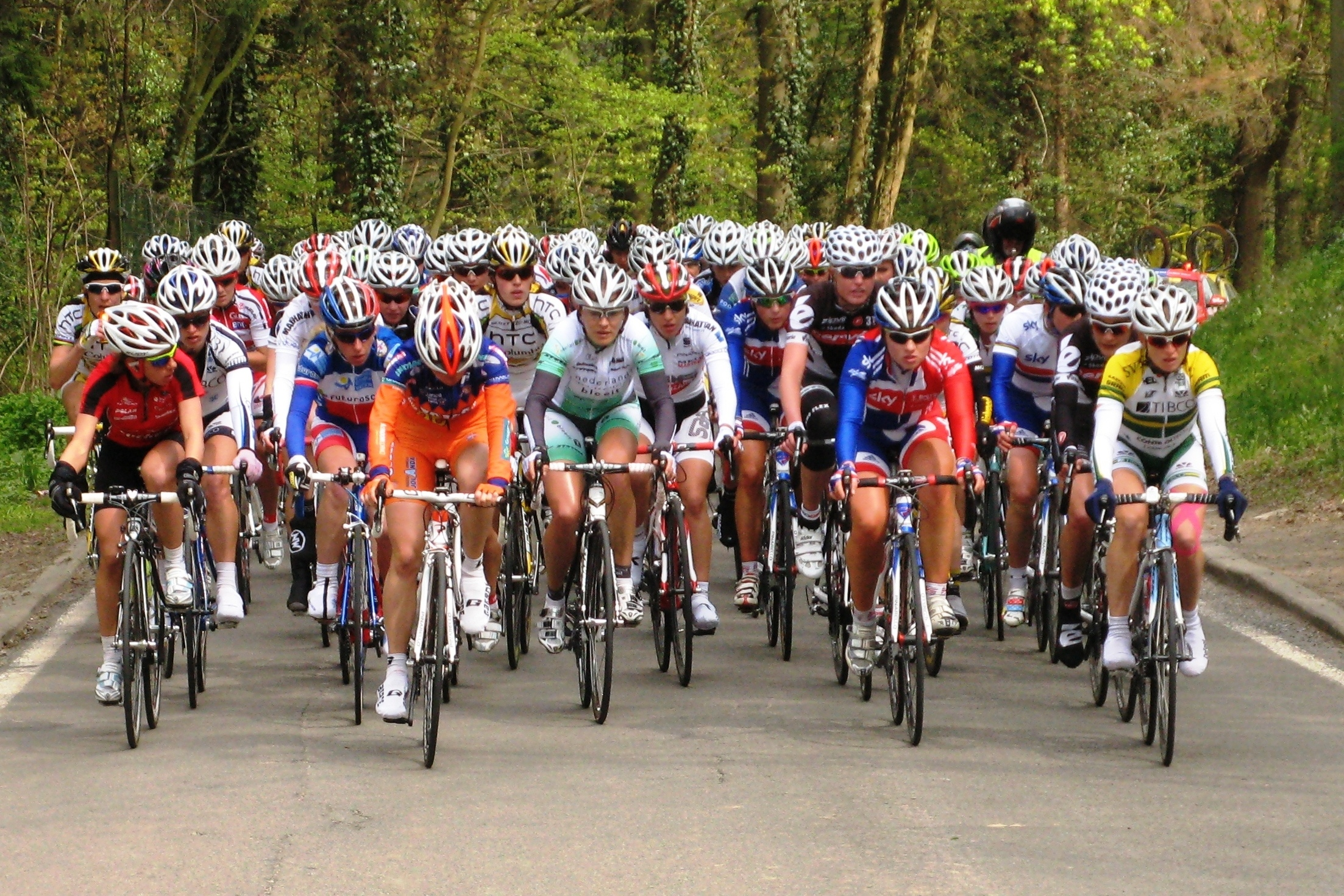
Flèche Wallonne (2010)

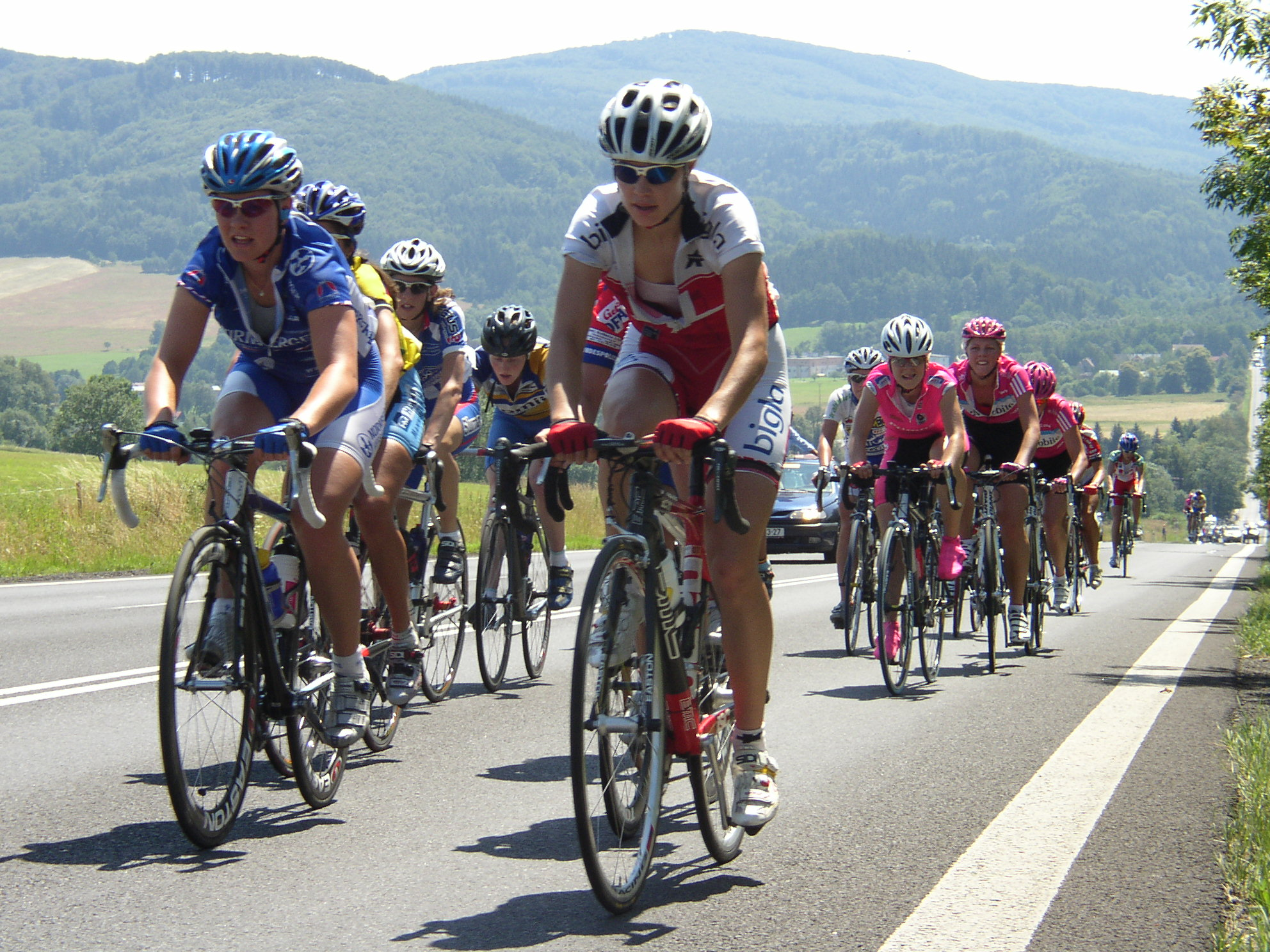
Tour de Feminin – Krásná Lípa (2007)

Im Bereich des Straßenradsports werden durch den Weltradsportverband UCI Women’s Teams mit bis zu 20 Fahrerinnen registriert. Für diese Teams wurde auch eine eigene Weltrangliste geführt.
Im Bahnrad- und Mountainbikesport gibt es keine gesonderten Frauenteams. Allerdings bestehen gemischte UCI Track Teams und UCI MTB Teams, in denen die Fahrerinnen dieser Teams mit ihren männlichen Kollegen insbesondere an den jeweiligen Weltcupserien teilnehmen.

## Weltranglisten
Durch den Weltradsportverband UCI werden für Frauen im Straßenradsport, Cyclocross, BMX und den Einzeldisziplinen des Bahnradsports und Mountainbike eigene Weltranglisten geführt.

## Organisationen
Im Jahr 2016 erhielt der Verband der Radprofis Cyclistes Professionnels Associés eine eigene Sektion für den Frauenradrennsport. Erste Vorsitzende wurde die Straßenweltmeisterin von 1997 Alessandra Cappellotto.
Als Konkurrenzorganisation gründete sich 2017 um Iris Slappendel und Carmen Small The Cyclists’ Alliance.

## Gleichberechtigung
Frauen sind im Radrennsport schlechter bezahlt und erfahren weniger Berichterstattung und sind damit benachteiligt gegenüber männlichen Fahrern. Erst 2020 wurde ein Mindestlohn für weibliche Fahrerinnen bei der UCI Women’s WorldTour eingeführt. Vorher waren viele Fahrerinnen von Sponsoring, Zweitjobs oder Preisgeldern abhängig. Durchschnittliche Domestiks verdienen bei den Frauen 40.000 € bis 80.000 € und bei den Männern 200.000 € und aufwärts.
Es gibt verschiedene Vereine, die sich für die Gleichberechtigung von Frauen und queeren Menschen im Radsport einsetzen, wie etwa The Cyclist Alliance, Cyclits Cycling Collective e. V., die Female Cycling Base der Firma Cuore oder die Gruppe Donnons des Elles au Vélo.